# 1872 dans le catholicisme
Chronologie du catholicisme
- 1868
- 1869
- 1870
- 1871
- 1872
- 1873
- 1874
- 1875
- 1876

Cet article présente les faits marquants de l'année 1872 dans le catholicisme.

## Évènements
- 2 juillet : consécration de la basilique Notre-Dame-d'Afrique en Algérie.
- 4 juillet : interdiction de l’ordre des Jésuites en Allemagne (Kulturkampf)
- 6 octobre : À Lourdes, Pèlerinage des bannières

## Naissances
- 9 janvier : Sainte Maria Clara Nanetti, religieuse italienne, missionnaire en Chine, martyre († 9 juillet 1900)
- 11 janvier : Irénée-Rambert Faure, prélat français, évêque de Saint-Claude († 27 mai 1948)
- 16 janvier : Bienheureux Paul Manna, prêtre et missionnaire italien († 15 septembre 1952)
- 19 janvier : Gabriel de Llobet, prélat français, archevêque d'Avignon († 22 avril 1957)
- 5 mars : Joseph Marie-Pierre Théophile Thirion, prêtre, botaniste et missionnaire français en Chine († 8 août 1919)
- 6 mars : 
  - Théodule Bondroit, prêtre et amateur d'art belge († 29 avril 1946)
  - Antoine Fourquet, prélat et missionnaire, archevêque de Canton († 18 février 1952)
- 26 mars : Joseph Félix Blanc, prélat et missionnaire français, vicaire apostolique des Îles Tonga († 8 juin 1962)
- 1er avril : Conrad Gröber, prélat allemand, archevêque de Fribourg († 14 février 1948)
- 15 avril : Joseph Bourgain, prélat missionnaire français, vicaire apostolique de Kien-Tchang († 30 septembre 1925)
- 25 avril : Matthew Kadalikattil, prêtre syro-malabar indien, fondateur des Sœurs de la congrégation du Sacré-Cœur, vénérable († 23 mai 1935)
- 5 mai : Georges Grente, cardinal français, archevêque-évêque du Mans († 4 mai 1959)
- 14 mai : Elia Dalla Costa, cardinal italien, archevêque de Florence († 22 décembre 1961)
- 8 juin : Francesco Morano, cardinal italien de la Curie († 12 juillet 1968)
- 17 juin : Bonaventura Cerretti, cardinal italien de la Curie († 8 mai 1933)
- 18 juin : Anna Kaworek, religieuse polonaise, cofondatrice des Sœurs de Saint Michel Archange († 30 décembre 1936)
- 23 juin : Saint Louis Orione, prêtre italien, fondateur de la Petite œuvre de la divine providence et des Petites Sœurs missionnaires de la charité († 12 mars 1940)
- 26 juin : Giuseppe Nogara, prélat italien, archevêque d'Udine († 9 décembre 1955)
- 2 juillet : George Mundelein, cardinal américain, archevêque de Chicago († 2 octobre 1939)
- 21 juillet : André Chagny, prêtre, historien, écrivain et archéologue français († 11 septembre 1965)
- 25 juillet : Pietro Fumasoni-Biondi, cardinal italien de la Curie († 12 juillet 1960)
- 3 août : Christian Schreiber, prélat allemand, évêque de Dresde († 1er septembre 1933)
- 9 août : Angelo Rotta, prélat italien de la Curie, Juste parmi les nations († 1er février 1965)
- 14 août : Virgile Joseph Béguin, prélat français, archevêque d'Auch († 2 mars 1955)
- 27 août : Giovanni Battista Nasalli Rocca di Corneliano, cardinal italien, archevêque de Bologne († 13 mars 1952)
- 4 septembre : Paul Lequien, prélat français, évêque de Saint-Pierre et Fort-de-France († 5 janvier 1941)
- 8 septembre : Jules Pargoire, prêtre et historien français († 17 août 1907)
- 30 septembre : Paul-Marie Le Bihain, prélat et missionnaire français, évêque de Port-de-Paix († 21 mai 1935)
- 5 octobre : Agustín Parrado García, cardinal espagnol, archevêque de Grenade († 8 octobre 1946)
- 7 octobre : Henri Quentin, moine bénédictin et philologue français († 4 février 1935)
- 16 octobre : Augustin-Marie Tardieu, prélat et missionnaire français, vicaire apostolique de Qui Nhon († 12 décembre 1942)
- 21 octobre : Louis-Joseph Gaillard, prélat français, archevêque de Tours († 28 octobre 1956)
- 22 octobre : Alessio Ascalesi, cardinal italien, archevêque de Naples († 11 mai 1952)
- 30 octobre : François-Xavier Gsell, prélat et missionnaire français, évêque de Darwin († 12 juillet 1960)
- 6 novembre : Luigj Bumçi, prélat et diplomate albanais, évêque de Lezhë (it) († 1er mars 1945)
- 9 novembre : Pierre Scheuer, prêtre jésuite belge († 2 février 1957)
- 25 novembre : Georges Marie Bonnin de La Bonninière de Beaumont, prélat français, évêque de Saint-Denis de la Réunion († 23 juillet 1934)
- 26 novembre : Victor Poucel, prêtre jésuite et liturgiste français († 29 décembre 1953)
- 30 novembre : Maurice de la Taille, prêtre jésuite, liturgiste et théologien français († 23 octobre 1933)
- 11 décembre : Irénée-Rambert Faure, prélat français, évêque de Saint-Claude († 1er février 1900)
- 14 décembre : Bienheureux Lucas de San Jose, prêtre espagnol, martyr († 20 juillet 1936)
- 16 décembre : Alexandre Braud, prêtre et dramaturge canadien († 22 juin 1939)
- 18 décembre : Jacques Debout, prêtre et homme de lettres français († 2 février 1939)
- 21 décembre : Lorenzo Perosi, prêtre italien compositeur de musique sacrée († 12 octobre 1956)
- 28 décembre : Sainte Marie-Amandine de Schakkebroek, religieuse missionnaire belge, martyre en Chine († 9 juillet 1900)

## Décès
- 4 janvier : Louis Jouen, prêtre jésuite et missionnaire français, préfet apostolique de Madagascar (° 19 juin 1805)
- 9 janvier : Jean-Baptiste Charles Gazailhan, prélat français, évêque de Vannes (° 14 mai 1811)
- 28 janvier : Amalie von Lasaulx, religieuse allemande opposée à l'Infaillibilité pontificale (° 19 octobre 1815)
- 7 février : 
  - Alphonse Gratry, prêtre français, académicien (° 30 mars 1805)
  - Martin John Spalding, prélat américain, archevêque de Baltimore, précédemment évêque titulaire de Lagania (de) puis évêque de Louisville (° 23 mai 1810)
- 19 février : José Sebastián de Goyeneche y Barreda, prélat péruvien, archevêque de Lima (° 19 janvier 1784)
- 23 février : Bienheureuse Giovannina Franchi, religieuse italienne (° 24 juin 1807)
- 20 mars : Bienheureux François Palau y Quer, religieux espagnol (° 29 décembre 1811)
- 21 mars : Jacques-Joseph Jans, prélat valdôtain, évêque d'Aoste (° 10 mars 1813)
- 23 avril : Mellon Jolly, prélat français, archevêque de Sens (° 19 mai 1795)
- 17 mai : Pierre Roh, prêtre jésuite suisse (° 14 août 1811)
- 29 mai : Michel Guérin, prêtre français témoin de l'apparition mariale de Pontmain (° 8 juin 1801)
- 2 juin : Philippe Viard, prélat et missionnaire français, premier évêque de Wellington (° 11 octobre 1809)
- 30 juin : Cirilo de Alameda y Brea, cardinal espagnol, archevêque de Tolède (° 9 juillet 1781)
- 8 juillet : Niccola Clarelli Parracciani, cardinal italien de la Curie romaine (° 12 avril 1799)
- 27 août  : Angelo Quaglia, cardinal italien de la Curie romaine (° 28 août 1802)
- 4 octobre : Jean-Jacques Bourassé, prêtre et archéologue français (° 22 décembre 1813)
- 11 octobre : Aloyse Kobès, prélat et missionnaire français, vicaire apostolique de Sénégambie (° 17 avril 1820)
- 18 octobre : Michael O'Connor, prélat et missionnaire irlandais, évêque de Pittsburgh (° 27 septembre 1810)
- 14 novembre : 
  - Bienheureuse Marie Merkert, religieuse allemande (° 21 septembre 1817)
  - Joseph-Clair Reyne, prélat français, évêque de Guadeloupe (° 2 janvier 1824)
- 16 novembre : Gaspar-Joseph Labis, prélat belge, évêque de Tournai (° 2 juin 1792)
- 2 décembre : Giuseppe Valerga, prélat italien, patriarche latin de Jérusalem (° 9 avril 1813)
- 11 décembre : Alexandre Vincent Jandel, religieux français (° 18 juillet 1810)